# Edmond Jaquet
Edmond Jaquet (* 8. April 1891 in Le Châtelard; † 19. Dezember 1979 in Montreux; reformiert; heimatberechtigt in Vallorbe und Ballaigues) war ein Schweizer Politiker (LPS).

## Biografie
Edmond Jaquet kam am 8. April 1891 in Le Châtelard als Sohn des amtlichen Geometers Jules Albert Jaquet und der Anna Berthe, geborene Cerez, zur Welt. Nach Absolvierung naturwissenschaftlicher Studien an der Universität Lausanne und dem Erwerb des eidgenössischen Diploms als amtlicher Geometer übernahm Jaquet das Büro seines Vaters in Montreux. Daneben hatte er Verwaltungsratsmandate bei der Waadtländer Kasse für Kinderhilfe sowie der Montreux-Berner Oberland-Bahn inne. Zudem präsidierte er die Waadtländer Gesellschaft für Zivilschutz und verschiedene lokale Vereine.
Er heiratete im Jahr 1919 Gabrielle Adèle, die Tochter des Jean Charles Taillens aus Lausanne. Edmond Jaquet verstarb am 19. Dezember 1979 im Alter von 88 Jahren in Montreux.

## Politische Laufbahn
Als Mitglied der Liberalen Partei gehörte Jaquet von 1926 bis 1931 der Legislative im Gemeinderat sowie von 1931 bis 1942 dem Stadtrat an, bevor er zwischen 1942 und 1945 das Amt des Gemeindepräsidenten von Le Châtelard bekleidete. Daneben vertrat er seine Partei zwischen 1931 und 1945 im Waadtländer Grossrat. Zuletzt amtierte er zwischen 1945 und 1958 im Staatsrat.